# 小行星6818
小行星6818（英語：6818 Sessyu）是一颗围绕太阳公转的小行星。1983年3月11日，香西洋树、古川麒一郎在木曾町发现了此天体。
这颗小行星的绝对星等为117.9405345490854等。